# Gatica, el Mono
Gatica, el Mono é um filme de drama argentino de 1993 dirigido e escrito por Leonardo Favio. Foi selecionado como representante da Argentina à edição do Oscar 1994, organizada pela Academia de Artes e Ciências Cinematográficas.

## Elenco
- Edgardo Nieva - Gatica
- Horacio Taicher - russo
- Juan Costa - Jesús Gatica
- María Eva Gatica - mãe
- Kika Child - Ema
- Virginia Innocenti - Nora
- Adolfo Yanelli - Rosarino